# Reckoning
Reckoning je druhé studiové album kapely R.E.M. Bylo vydáno v dubnu 1984 labelem I.R.S. Records a dočkalo se většího komerčního úspěchu než debutové album Murmur. V americkém žebříčku se umístilo na 27. místě a v roce 1991 získalo zlatou desku. Bylo také prvním albem R.E.M., které vyšlo ve Velké Británii a na tamějším se na žebříčku umístilo na 91. místě.
Reckoning obsahuje některé z nejpopulárnějších písní tehdejších R.E.M., například So. Central Rain (I'm Sorry) a (Don't Go Back To) Rockville. Michael Stipe se opět vyhýbá romantickým motivům, místo toho přemítá o studeném počasí, pohádce, ve které se topí dítě, o povodni, povrchnosti a odloučení. Optimistický tón hudby kontrastuje s ponurými texty. Poslední píseň, Little America, je napsána o venkovské Americe a předchází jižanským motivům následujícího alba, Fables of the Reconstruction (1985).
Na obalu alba Reckoning spolupracovali Michael Stipe a umělec z Georgie, Howard Finster.

## Seznam skladeb
Autory všech skladeb jsou Bill Berry, Peter Buck, Mike Mills a Michael Stipe.
| Pořadí | Název                        | Délka |
| ------ | ---------------------------- | ----- |
| 1.     | Harborcoat                   | 3:54  |
| 2.     | 7 Chinese Bros               | 4:18  |
| 3.     | So. Central Rain (I'm Sorry) | 3:15  |
| 4.     | Pretty Persuasion            | 3:50  |
| 5.     | Time After Time (Annelise)   | 3:31  |
| 6.     | Second Guessing              | 2:51  |
| 7.     | Letter Never Sent            | 2:59  |
| 8.     | Camera                       | 5:25  |
| 9.     | (Don't Go Back To) Rockville | 4:32  |
| 10.    | Little America               | 2:58  |